# Association nationale des visiteurs de personnes sous main de justice
L'Association nationale des visiteurs de personnes sous main de justice (ANVP), anciennement Association nationale des visiteurs de prison, est un organisme sans but lucratif français fondé en 1931 qui a pour but d’accompagner les personnes faisant l’objet de mesures pénales privatives ou limitatives de leur liberté.
Ses visiteurs de prison et visiteurs-accompagnants, bénévoles, retissent du lien social en rencontrant les personnes à leur demande.

## Histoire
L'ANVP est fondée en 1931 par des membres de la conférence de Saint-Vincent-de-Paul. Elle est reconnue d'utilité publique par décret du 9 mai 1951. Le 30 avril 2002 elle est agréée Jeunesse et Éducation Populaire. 
En 1991 l’association prend le nom d’Association Nationale des Visiteurs de Prison, ANVP, pour affirmer son caractère laïque[réf. souhaitée]. 
En 2021, l’ANVP devient « Association Nationale des Visiteurs de Personnes sous main de justice ». À la suite d’une expérimentation conduite avec la Direction de l’Administration pénitentiaire depuis 2016, le périmètre d’action de l’association ne se limite plus à la prison mais est étendu « hors les murs », en milieu ouvert[réf. souhaitée].

## Cadre juridique
Les statuts actuels de l’ANVP ont été approuvés par un arrêté du ministère de l’intérieur du 22 octobre 2021.
L’article D472 du Code de Procédure Pénale indique que « les visiteurs de prison contribuent, bénévolement et en fonction de leurs aptitudes particulières, à la prise en charge des détenus signalés par le service pénitentiaire d’insertion et de probation en vue de préparer leur réinsertion en leur apportant notamment aide et soutien pendant leur incarcération. Ils peuvent participer à des actions d’animation collective. » Les articles suivants, D473 à D477, précisent les modalités de leur action. Les visiteurs sont soumis au code de déontologie du service public pénitentiaire[réf. souhaitée].
L’ANVP et la Direction de l’Administration Pénitentiaire sont liés par une Convention pluriannuelle d’objectifs, qui couvre à la fois l’accompagnement en détention et en milieu ouvert[réf. souhaitée].